# 蓝桉
蓝桉（学名：Eucalyptus globulus，英語：Blue gum）为桃金娘科桉属下的一个种，又名藍膠尤加利，是一種高大常綠喬木，為澳大利亞東南邊的特有種，也是澳大利亞栽培最廣泛的樹種之一。一般可長到30—50（98—164英尺）。歷史記錄中最高可達101（331英尺）。自然分布範圍包括塔斯馬尼亞和維多利亞州南部。在金島和弗林德斯島上也有孤立的藍桉。在西南歐、馬卡羅尼西亞、非州南部、新西蘭、美國西部、夏威夷和高加索地區有栽培種。

## 扩展阅读
- 維基物種上的相關：蓝桉